# Sovetskoje Sjampanskoje

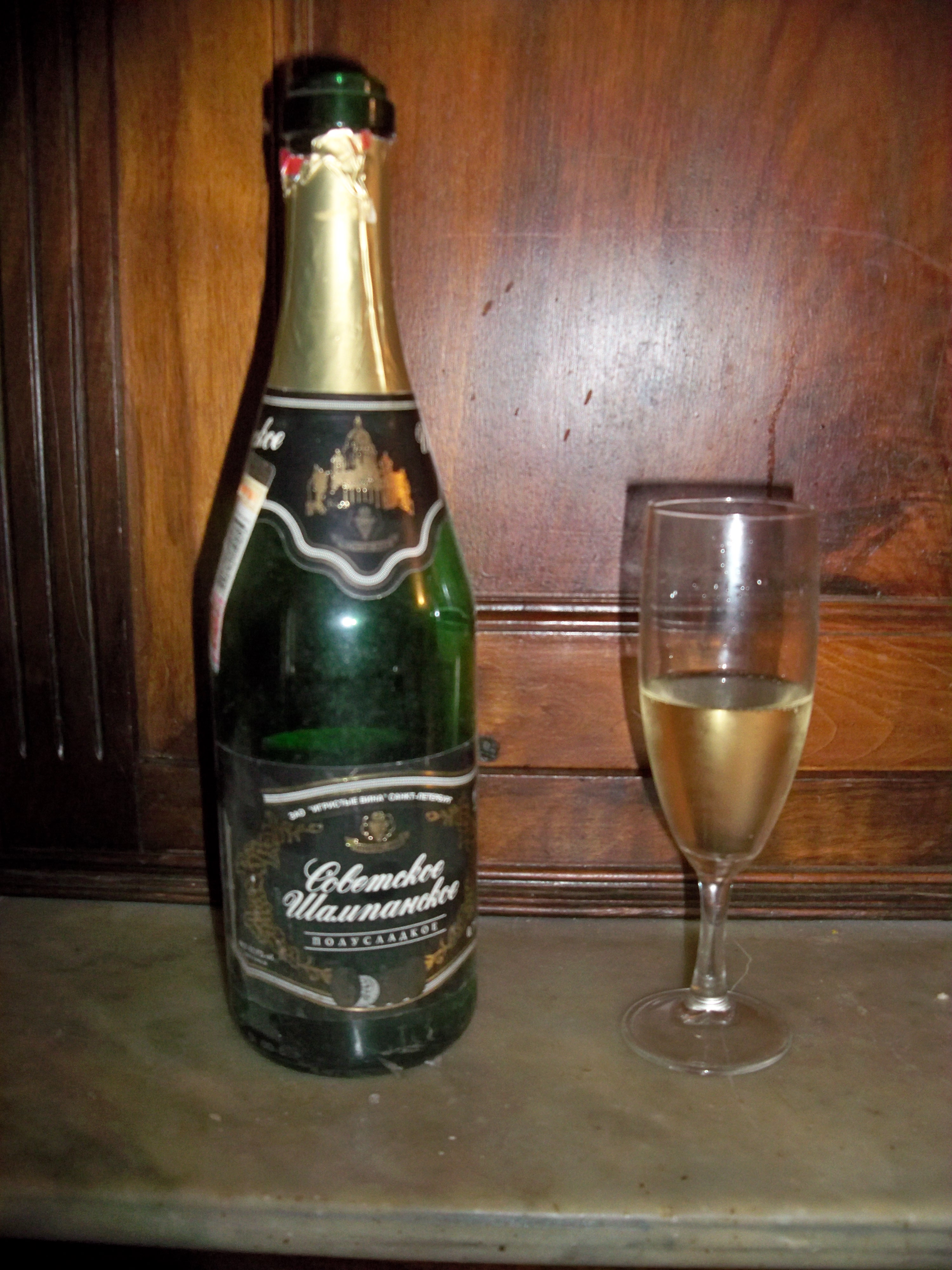
En flaska Советское шампанское

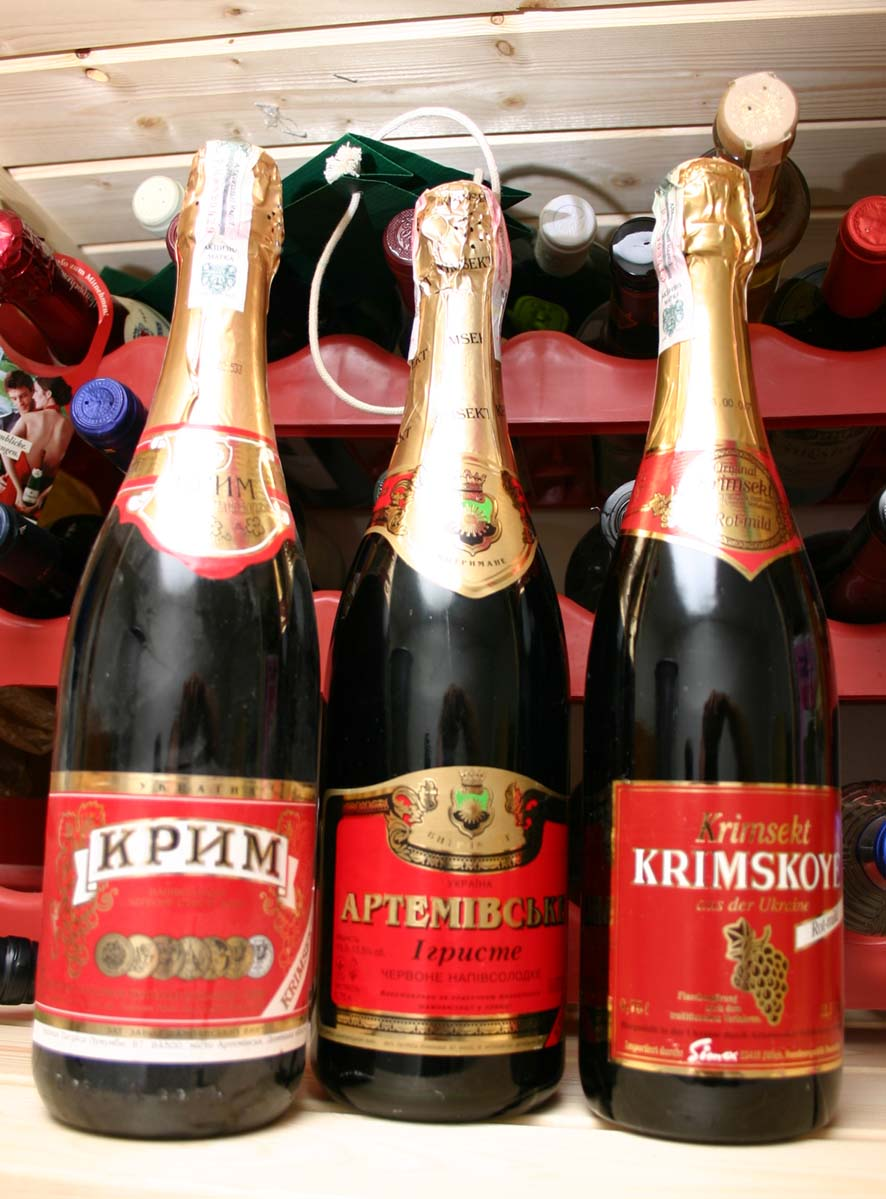
Krimchampagne

Sovetskoje sjampanskoje (Советское шампанское), det vill säga "sovjetisk champagne", ibland informellt kallat "rysk champagne" är en samlingsbenämning på olika märken av i regel vitt (men stundtals även rose och rött) mousserande vin från det forna Sovjetunionen, ofta södra Ukraina. Eftersom Champagne är en skyddad ursprungsbeteckning för det mousserande vinet från den franska regionen Champagne, får rysk "champagne" inte säljas under beteckningen champagne inom EU och vissa andra länder som har avtal med EU, förutom att beteckningen Советское шампанское får användas i Baltikum.
Oftast är vinet inte ryskt som benämningen missvisande gör gällande, utan ukrainskt då de flesta producenterna finns på halvön Krim. Krim annekterades dock av Ryssland 2014. Därav även benämningen "krimchampagne". Den ryska "champagnen" är ofta mer eller mindre söt.